# Polička vas
Polička vas este o localitate din comuna Pesnica, Slovenia, cu o populație de 196 de locuitori.